# Centralafrikanska republiken i olympiska sommarspelen 2016
Centralafrikanska republiken deltog med sex deltagare vid de olympiska sommarspelen 2016 i Rio de Janeiro. Ingen av landets deltagare erövrade någon medalj.

## Boxning
Damer
| Boxare           | Gren     | Omgång 1             | Kvartsfinal          | Semifinal            | Final                | Final            |
| Boxare           | Gren     | Motståndare Resultat | Motståndare Resultat | Motståndare Resultat | Motståndare Resultat | Placering        |
| ---------------- | -------- | -------------------- | -------------------- | -------------------- | -------------------- | ---------------- |
| Judith Mbougnade | Flugvikt | Valencia (COL) L TKO | Gick inte vidare     | Gick inte vidare     | Gick inte vidare     | Gick inte vidare |

## Friidrott
Förkortningar
- Notera– Placeringar avser endast det specifika heatet.
- Q = Tog sig vidare till nästa omgång
- q = Tog sig vidare till nästa omgång som den snabbaste förloraren eller, i fältgrenarna, genom placering utan att nå kvalgränsen
- NR = Nationellt rekord
- N/A = Omgången fanns inte i grenen
- Bye = Idrottaren behövde inte tävla i omgången

Bana och väg
| Idrottare             | Gren                | Heat       | Heat      | Semifinal        | Semifinal        | Final            | Final            |
| Idrottare             | Gren                | Resultat   | Placering | Resultat         | Placering        | Resultat         | Placering        |
| --------------------- | ------------------- | ---------- | --------- | ---------------- | ---------------- | ---------------- | ---------------- |
| Francky-Edgard Mbotto | Herrarnas 800 meter | 1:52,97    | 7         | Gick inte vidare | Gick inte vidare | Gick inte vidare | Gick inte vidare |
| Elisabeth Mandaba     | Damernas 800 meter  | 2:11,70 NR | 8         | Gick inte vidare | Gick inte vidare | Gick inte vidare | Gick inte vidare |

## Simning
| Idrottare        | Gren                  | Heat  | Heat      | Semifinal        | Semifinal        | Final            | Final            |
| Idrottare        | Gren                  | Tid   | Placering | Tid              | Placering        | Tid              | Placering        |
| ---------------- | --------------------- | ----- | --------- | ---------------- | ---------------- | ---------------- | ---------------- |
| Christian Nassif | Herrarnas 50 m frisim | 30,00 | 84        | Gick inte vidare | Gick inte vidare | Gick inte vidare | Gick inte vidare |
| Chloe Sauvourel  | Damernas 50 m frisim  | 37,15 | 85        | Gick inte vidare | Gick inte vidare | Gick inte vidare | Gick inte vidare |

## Taekwondo
| Idrottare  | Gren             | Åttondelsfinaler     | Kvartsfinaler        | Semifinaer           | Återkval             | Final                | Final            |
| Idrottare  | Gren             | Motståndare Resultat | Motståndare Resultat | Motståndare Resultat | Motståndare Resultat | Motståndare Resultat | Placering        |
| ---------- | ---------------- | -------------------- | -------------------- | -------------------- | -------------------- | -------------------- | ---------------- |
| David Boui | Herrarnas −68 kg | Lee D-h (KOR) L 0–6  | Gick inte vidare     | Gick inte vidare     | Gick inte vidare     | Gick inte vidare     | Gick inte vidare |